# Виштеа де Сус (Брашов)
Виштеа де Сус (рум. Viștea de Sus) насеље је у Румунији у округу Брашов у општини Виштеа де Жос. Oпштина се налази на надморској висини од 508 m.

## Становништво
Према подацима из 2002. године у насељу је живело 569 становника, од којих су сви румунске националности.